# A13 (motorväg, Kroatien)
A13 är en motorväg i Kroatien som sedan år 2009 är under konstruktion. Tillsammans med A13 utgör motorvägen en enhet som i folkmun kallas för Podraviska Y:et (Podravski ipsilon) då de båda motorvägarna i Podravina tillsammans har formen av bokstaven Y. 
Den avgiftsbelagda motorvägen A13 började anläggas år 2009 och inga sektioner är ännu år 2015 öppna för trafik. När den står färdig kommer den att ha en längd av 86,5 kilometer och förbinda Vrbovec via Bjelovar och Virovitica med Terezino Polje vid den kroatisk-ungerska gränsen.  
Motorvägsoperatör är Hrvatske autoceste.